# سوق شيديا
سوق شيديا من أسواق مدينة الإسكندرية القديمة ويوجد بحيّ الإبراهيمية. يباع فيه الخضروات والفواكة والأسماك.
يشتهر حي الإبراهيمية بسوق «شيديا»، أحد أشهر أسواق الإسكندرية للخضروات و الفاكهة، ومعروفة بتنوعها الكبير. ولقد ذكرت المؤلفة السويسرية إستر هارتمان هذه السوق في كتابها «حياتي في مصر - مذكرات فتاة سويسرية عاشت في الإسكندرية»  في الفترة ما بين (1934 - 1950) قائلة: «كنا نعيش في الإسكندرية في الأربعينات من القرن العشرين، وكنت أذهب كثيرا إلى سوق الإبراهيمية (سوق شيديا حاليا). وفي حي السوق كان يسكن مواطنون من بلدان البحر المتوسط في منازل تتكون من طابق أو طابقين. وكان من بين هؤلاء - بالإضافة إلى المصريين - اليهود والشوام (السوريون واللبنانيون) واليونانيون والمالطيون والأرمن والإيطاليون وكثيرون من بلدان البحر المتوسط».